# Хажинська сільська рада
Хажинська сільська рада — колишня адміністративно-територіальна одиниця та орган місцевого самоврядування у Махнівському (Бердичівському) і Бердичівському районах і Бердичівській міській раді Бердичівської округи, Вінницької й Житомирської областей Української РСР та України з адміністративним центром у с. Хажин.

## Населені пункти
Сільській раді підпорядковані населені пункти:
- с. Хажин

## Населення
Відповідно до перепису населення СРСР, станом на 17 грудня 1926 року, чисельність населення ради становила 1 378 осіб, з них за статтю: чоловіків — 684, жінок — 694, етнічний склад: українців — 961, росіян — 11, євреїв — 7, поляків — 389, чехів — 9, інших — 1. Кількість господарств — 307, з них несільського типу — 22.
Відповідно до результатів перепису населення СРСР, кількість населення ради станом на 12 січня 1989 року становила 1 184 особи.
Станом на 5 грудня 2001 року, відповідно до перепису населення України, кількість мешканців сільської ради становила 1 084 особи.

### Мова
Розподіл населення за рідною мовою за даними перепису 2001 року:
| Мова       | Відсоток |
| ---------- | -------- |
| українська | 97,05 %  |
| російська  | 2,58 %   |
| білоруська | 0,18 %   |
| молдовська | 0,09 %   |

## Склад ради
Рада складається з 15 депутатів та голови.

### Керівний склад сільської ради
| ПІБ                           | Основні відомості                                                  | Дата обрання | Дата звільнення |
| ----------------------------- | ------------------------------------------------------------------ | ------------ | --------------- |
| Павленко Володимир Сергійович | Сільський голова , 1950 року народження, освіта, безпартійний      | 26.03.2006   | 31.10.2010      |
| Семенюк Наталія Володимирівна | Сільський голова , 1971 року народження, освіта вища, позапартійна | 31.10.2010   |                 |

Примітка: таблиця складена за даними джерела

## Історія
Створена 1923 року в с. Хажин Бистрицької волості Бердичівського повіту Київської губернії. Станом на 17 грудня 1926 року в підпорядкуванні значився Хажинський призавгосп, який на 1 жовтня 1941 року не перебував на обліку населених пунктів.
Станом на 1 вересня 1946 року сільська рада входила до складу Бердичівського району Житомирської області, на обліку в раді перебували с. Хажин та хутір Косаківщина.
Після 1954 року х. Косаківщина не перебував на обліку населених пунктів.
На 1 січня 1972 року сільська рада входила до складу Бердичівського району Житомирської області, на обліку в раді перебувало с. Хажин.
Виключена з облікових даних 30 грудня 2016 року. Територію ради та с. Хажин включено до складу новоутвореної Семенівської сільської територіальної громади Бердичівського району Житомирської області.
Входила до складу Махнівського (Бердичівського, 7.03.1923 р.), Бердичівського (17.06.1925 р., 28.06.1939 р.) районів та Бердичівської міської ради (15.09.1930 р.).